# Fever (Aerosmith)
Fever è un singolo del gruppo rock statunitense Aerosmith, pubblicato nel 1993 ed estratto dall'album Get a Grip.
Il brano è stato scritto da Steven Tyler e Joe Perry e prodotto da Bruce Fairbairn.

## Formazione
- Steven Tyler - voce, armonica a bocca
- Joe Perry - chitarra solista, cori
- Brad Whitford - chitarra ritmica
- Tom Hamilton - basso, cori
- Joey Kramer - batteria

## Cover
Il musicista country Garth Brooks ha eseguito una cover della canzone e l'ha inserita nel suo album Fresh Horses (1995).